# Lins
Lins este un municipiu brazilian situat în partea de vest al statului São Paulo.